# Cantares de Dzitbalché
O [Livro dos] Cantares de Dzitbalché (em língua espanhola [El Libro de los] Cantares de Dzitbalché) é praticamente a única fonte de poemas líricos da maias antigos que sobreviveu até à actualidade e está intimamente relacionado com os livros sagrados dos maias iucateques Chilam Balam. A única cópia sobrevivente dos Cantares de Dzitbalché foi escrita em maia com caracteres latinos no século XVIII. O autor autodenomina-se Ah Bam("Senhor Jaguar"), um ancião da localidade de Dzitbalché. Segundo ele, o livro foi originalmente escrito em 1440. Os manuscritos desta época eram muitas vezes cópias de cópias de cópias, e por isso os estudiosos têm que procurar evidências internas para obterem pistas sobre a data original da compsição. Muitos dos poemas parecem ser muito mais antigos que o manuscrito, e contêm referências a antigos rituais e cerimónias. Outros poemas são canções de amor, filosofia e espiritualidade. Muitos deles parecem ter tido acompanhamento musical, do qual não restam vestígios. Originalmente intitulado O Livro das Danças dos Antigos, o título actual foi dado pelo seu primeiro tradutor.
Foi descoberto em 1942 em Dzitbalché e publicado pela primeira vez em 1965 por Barrera Vásquez.